# Erich Haenel
Erich Haenel (* 22. Juni 1875 in Dresden; † 26. Dezember 1940 ebenda; vollständiger Name: Erich Anton Haenel) war ein deutscher Kunsthistoriker.

## Wissenschaftliche Laufbahn
Nach der Promotion 1898 an der Universität Leipzig kehrte er nach Dresden zurück und war als Assistent bei Cornelius Gurlitt an der Technischen Hochschule Dresden tätig.
Haenel begann seine Laufbahn am Museum 1903 im Dresdner Historischen Museum, dessen Direktor er 1913 wurde. Überdies war er Autor und verantwortlicher Redakteur einer Zeitschrift für historische Waffen- und Kostümkunde, die er in den Jahren von 1907 bis 1932 auch herausgab. In seiner Eigenschaft  als Schriftleiter unterrichtete er 1909 die Öffentlichkeit unter der Rubrik Vereinsnachrichten dieser Zeitschrift, dass der in Berlin wirkende Sachsen-Coburg-Gotha’sche Hofmedailleur und Porträt-Bildhauer Max von Kawaczynski (1860–1912) dem Verein für Historische Waffenkunde beigetreten war.
1924 übernahm Haenel zusätzlich die Direktion des Grünen Gewölbes, 1937 die des Münzkabinetts und 1938 schließlich auch die des Mathematisch-Physikalischen Salons.
Von 1913 bis 1928 lehrte er als Professor an der Akademie für Bildende Kunst Dresden, der dortigen Bibliothek stand er außerdem seit 1908 vor.

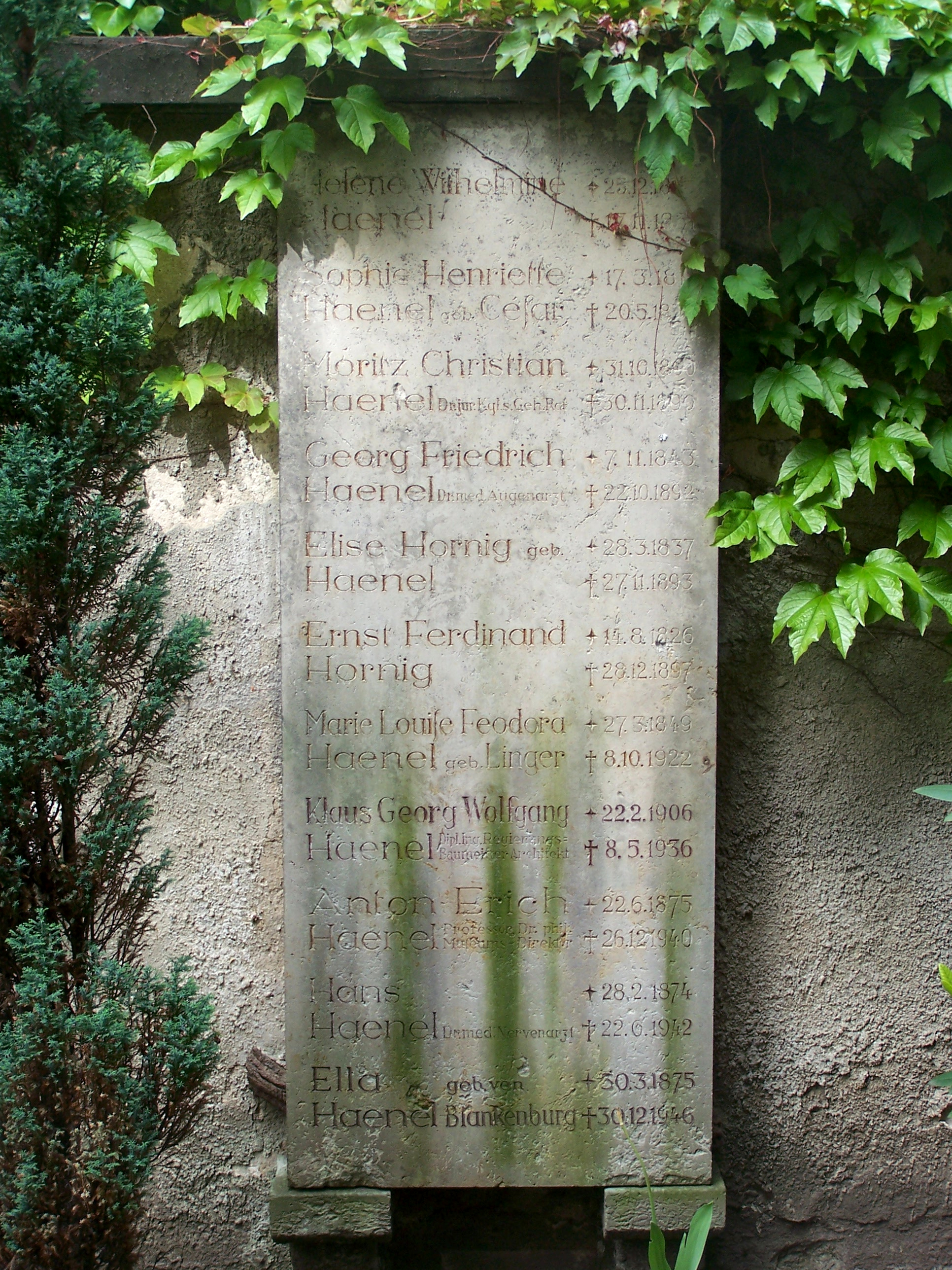
Haenels Grab auf dem Inneren Neustädter Friedhof in Dresden

Sein umfangreiches Werk umfasst schwerpunktmäßig Publikationen zu den Waffen der Dresdner Rüstkammer. Besondere Bekanntheit erlangte er durch die Organisation von bedeutenden Ausstellungen (August der Starke und seine Zeit, 1933 in 40 Räumen des Dresdner Residenzschlosses) und der „Wiederbelebung“ historischer Turnierspiele im Dresdner Stallhof.
Sein Grab befindet sich auf dem Inneren Neustädter Friedhof in Dresden.

## Schriften (Auswahl)
- mit Heinrich Tscharmann: Die Wohnung der Neuzeit. Leipzig 1908.
- mit Heinrich Tscharmann: Das Einzelwohnhaus der Neuzeit., Band 1. Leipzig 1909.
- mit Heinrich Tscharmann: Das Einzelwohnhaus der Neuzeit, Band 2. Leipzig 1910.
- Der sächsischen Kurfürsten Turnierbücher in ihren hervorragendsten Darstellungen auf 40 Tafeln. Frankfurt am Main 1910 (Digitalisat).
- mit Heinrich Tscharmann: Das Mietwohnhaus der Neuzeit. Leipzig 1913.
- Kostbare Waffen aus der Dresdner Rüstkammer. Leipzig 1923.
- mit Eugen Kalkschmidt: Das alte Dresden. Bilder und Dokumente aus zwei Jahrhunderten Hanfstaengl, München 1925; 3. Auflage, Schmidt & Günther, Leipzig 1941.
- mit Erna von Watzdorf: August der Starke. Kunst und Kultur des Barock. Dresden 1933 (Nachdruck Verlag Weidlich, Frankfurt am Main 1980, ISBN 3-8035-1091-0).
- Der alte Stallhof in Dresden (= Geschichtliche Wanderfahrten Band 50). Dresden 1937.
- Dom und Burg Meißen (= Weberschiffchen-Bücherei Bd. 33). Leipzig 1938.